# Iglesia museo de San Antolín (Tordesillas)
La  iglesia museo de San Antolín se encuentra alojado en la antigua iglesia y parroquia San Antolín, en la villa de Tordesillas en la provincia de Valladolid, comunidad autónoma de Castilla y León (España). El museo se inauguró en el año 1969, cuando se decidió crear gracias a Ismael Rodríguez Paniagua un museo para recoger y exponer las piezas de arte provenientes de otras iglesias. Al principio el museo subsistió con un montaje provisional hasta la fecha del V centenario del Tratado de Tordesillas, en que sufrió una mejora en su instalación y en la restauración y conservación de sus piezas.

## El edificio

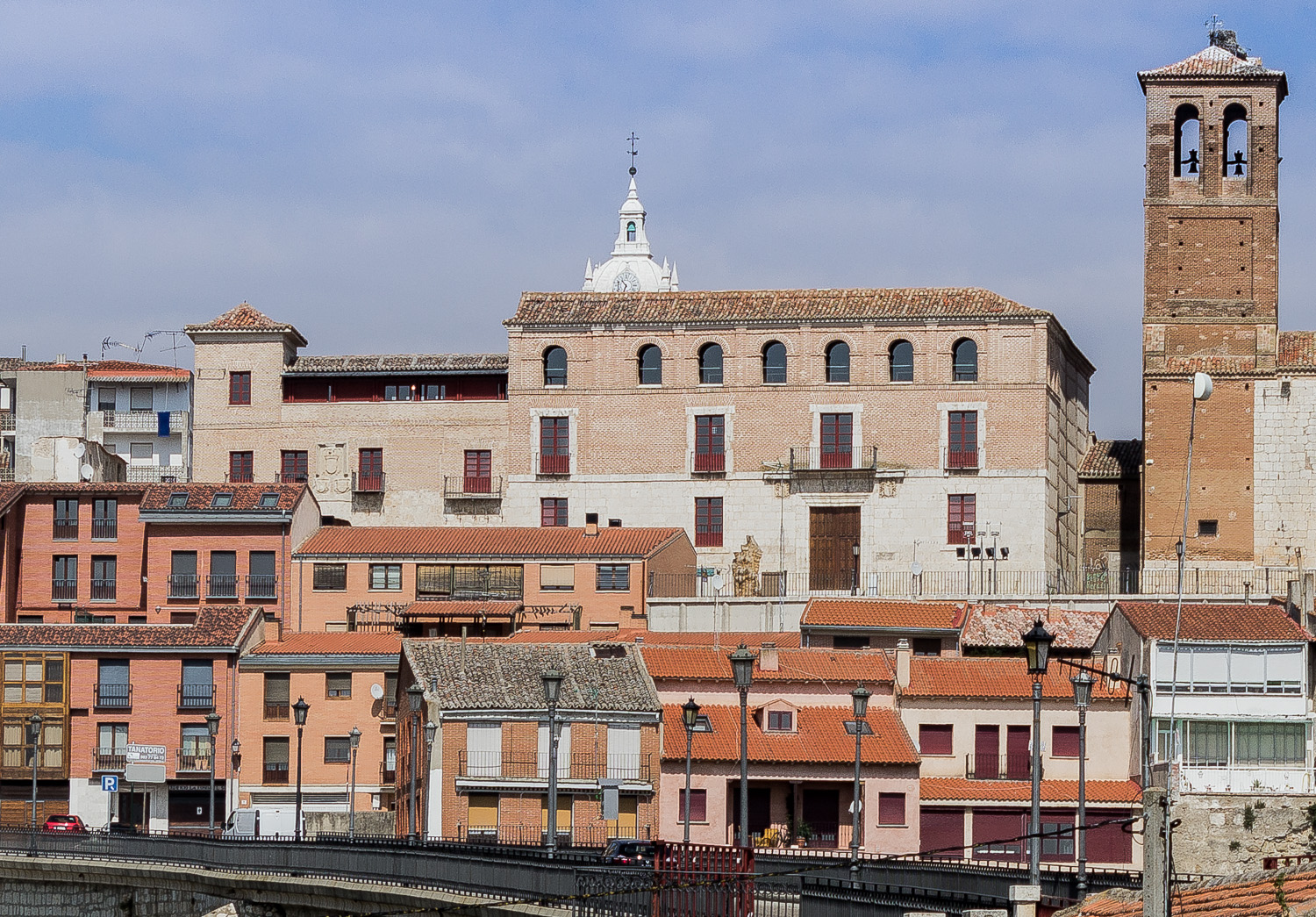
Vista de la torre de la iglesia; a la izquierda se observa las Casas del Tratado de Tordesillas.

Este edificio fue una fundación del regidor Pedro González de Alderete, en el siglo XVI. La parte más antigua (de mediados del siglo XVI) corresponde a la cabecera y a la capilla de la familia Alderete, que está adosada a ella. Estas dos estancias están edificadas en piedra y sus muros están rematados por cornisas caladas y pináculos góticos flamigeros. Tiene una torre de ladrillo.

### Iglesia
Se construyó entre los siglos XVI y XVII. En el año 1644 Gil de Reynaltos terminó la obra del templo. En 1712 se ejecutan las pinturas del coro por el pintor Juan López  y durante el siglo XVIII se realzaron obras de consolidación de la torre.
Tiene una sola nave con bóvedas de crucería estrellada y aristas con ornamentación de yeserías del siglo XVII. Tiene un baptisterio, un púlpito, la capilla de los Acebedo (además de la ya citada de los Alderete), coro bajo y coro alto. Se conservan expuestos varios retablos de interés. El retablo mayor es de 1658, con pinturas de Felipe Gil de Mena. Las piezas exentas son bastante valiosas, obras de Gregorio Fernández, Pedro de Mena, Francisco Salzillo y otros. Son también interesantes las piezas de orfebrería y las de liturgia.

### Capilla de los Alderete
Fundada y construida a finales del siglo XV (otras fuentes indican mediados del XVI) por Pedro González de Alderete. En su origen fue de proporciones considerables hasta que a mediados del siglo XVI se hicieron algunas reformas cerrando el tramo de los pies que se destinó a sacristía. Se construyó además una tribuna para que sus propietarios asistieran desde ella a los actos religiosos. Por el exterior puede verse una pequeña torrecilla que corresponde a la escalera de caracol que sale de la sacristía. La torreta está rematada con un chapitel y debajo de este se abre un mirador hacia la vega. Se cree que existía un corredor alto que comunicaba esta capilla con el palacio de los Alderete que se hallaba cercano. La capilla está separada de la iglesia por una reja plateresca atribuida al rejero fray Francisco de Salamanca.
En el centro de la estancia se encuentra el sepulcro de don Pedro González de Alderete, obra de Gaspar de Tordesillas, de 1550, documentada. El difunto se halla con traje militar y tiene a su alrededor una ornamentación de angelotes o niños dormidos sobre calaveras. Los ángulos están adornados con las virtudes. El sepulcro de Rodrigo de Alderete está adosado al muro bajo un arco conopial, flanqueado por pináculos góticos.
La parte alta de la capilla está rematada por una balaustrada de labores caladas y pináculos realizados en piedra arenisca.
El retablo es pieza de primer orden, obra de Gaspar de Tordesillas, que fue encargado para el monasterio de las claras y que en 1550 la comunidad se lo vendió a Gaspar de Alderete. El escultor fue Juan de Juni y su taller.

### Capilla de los Acevedo
Pinturas de comienzos del siglo XVI y alguna escultura de interés.

## Exposición

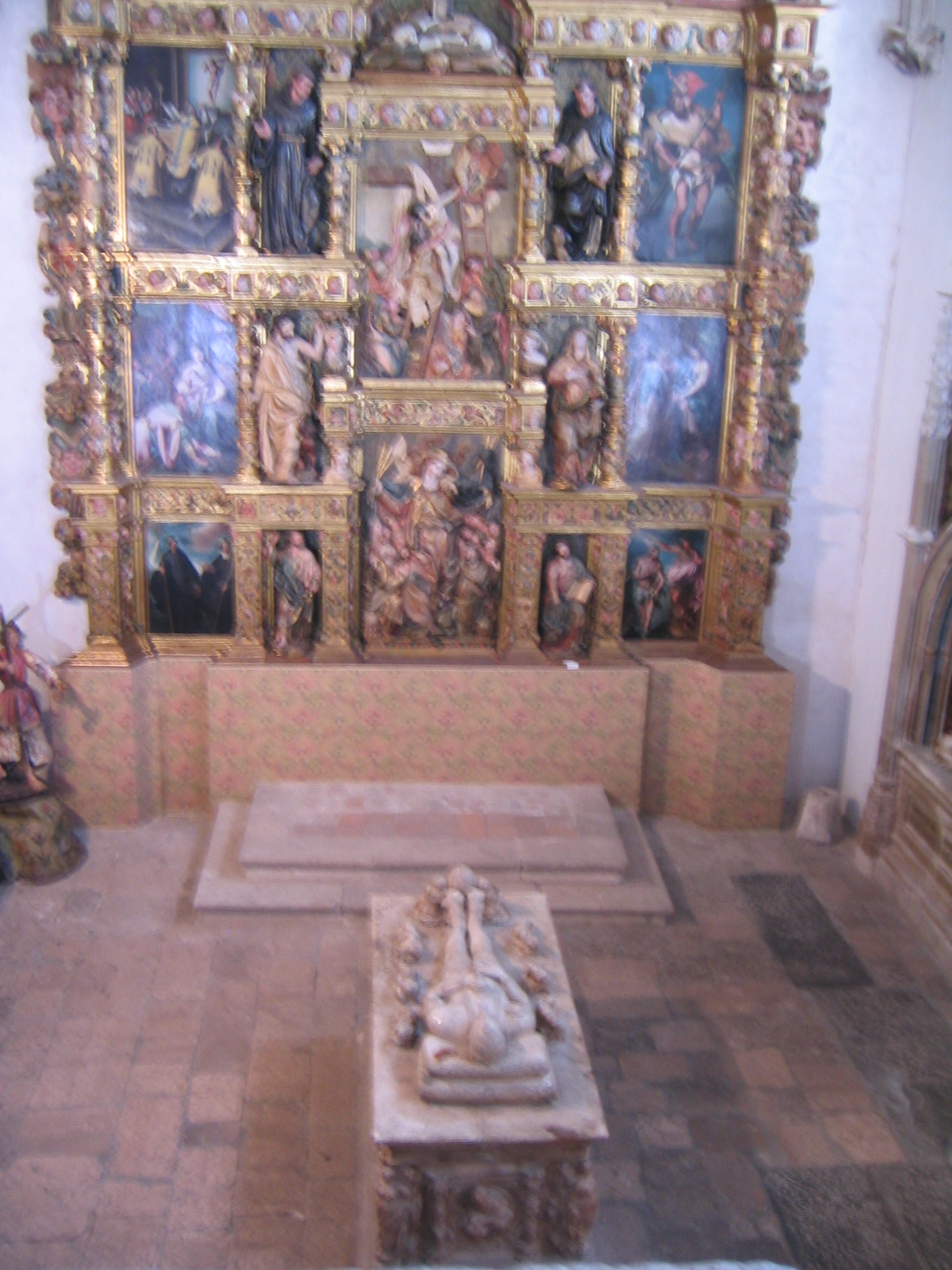
Capilla de los Alderete.

La exposición permanente del museo consta de varias piezas de interés. Siguiendo el recorrido señalado se pueden observar las siguientes obras:

### En la nave central
- Cristo yaciente de la segunda mitad del siglo XVII, obra del taller de Gregorio Fernández.

### Capilla de los Alderete
- Reja plateresca con dorados del siglo XVI, atribuida al rejero fray Francisco de Salamanca.
- Retablo plateresco del siglo XVI atribuido a Juan de Juni.
- Cuadros misa de San Gregorio y  San Cristóbal, de Antón Pérez.
- Varias esculturas de santos y santas, así como pinturas con la misma temática.
- Sepulcro de Pedro de Alderete, de 1550 en estilo plateresco obra de Gaspar de Tordesillas.
- Sepulcro de Rodrigo de Alderete, del siglo XVI.
- Cuadro de San Antonio, de Alfonso del Arco.
- Mueble cajonero del siglo XVI.
- Cuadro de la escuela de Murillo sobre la boda de la Virgen María y San José.

### Sacristía
- Cristo cruficado del siglo XVI, en estilo gótico.
- Talla de la piedad, del siglo XV en el estilo del maestro de San Pedro de la Moraleja.
- Varias esculturas de santos y santas de los siglos XVI y XVIII.

### Tribuna
- Facistol y mesa de nogal.
- Varias esculturas de santos y santas del siglo XVI.

### Nave central
- Retablo central, obra de José Arroyo (discípulo de Pedro de  la Torre) realizado en el siglo XVII, y decorado en 1633 por Felipe Gil de Mena. Presidido por la Virgen de la Asunción de Francisco Díez de Tudanca.
- Retablos laterales, con imágenes de San José y San Francisco.
- Retablo portátil.
- Cristo yaciente del siglo XVI, de la escuela de Gregorio Fernández.
- Sagrada familia de la misma escuela que el Cristo.

### Capilla de los Ulloas
- Retablo del siglo XVI.
- Sepulcro de finales del siglo XV.

### Capilla de los Acebedo
- Bóveda estrellada con un Calvario, cuyo Cristo es atribuido a Francisco del Rincón y las figuras de la Virgen y San Juan a Gaspar de Tordesillas.
- Retablo de pintura y talla del siglo XVI.
- Virgen de la Piedad del siglo XVI.

### Nave central izquierda
- Inmaculada, de Pedro de Mena, considerada la mejor pieza de la colección.
- Vasos sagrados y objetos de culto.
- Escultura de San Juan Bautista de Esteban de Rueda, siglo XVII.

### Coro bajo
- Libros litúrgicos del siglo XVIII.
- Bajorrelieves de alabastro del siglo XVI.
- Piedad del siglo XVI.
- Llanto sobre Cristo Muerto, de Juan de Ortiz el viejo.
- Tabla del siglo XVI representando el milagro de la misa de San Gregorio.